# سوتلانا پتچرسکویا
سوتلانا پتچرسکویا (روسی: Светлана Владимировна Печёрская؛ زادهٔ ۱۴ نوامبر ۱۹۶۸) ورزشکار دوگانه اهل اتحاد جماهیر شوروی سوسیالیستی است.

## زندگی‌نامه و دوران ورزشی
سوتلانا پتچرسکویا در ۱۴ نوامبر ۱۹۶۸ در اتحاد جماهیر شوروی سوسیالیستی متولد شد. [منبع: پایگاه داده‌های اتحادیه جهانی ورزش دوگانه (IBU)] او از سنین جوانی به ورزش دوگانه علاقه‌مند بود و به تدریج در این رشته ورزشی پیشرفت کرد.
پتچرسکویا در دوران اوج فعالیت ورزشی خود، به عضویت تیم ملی دوگانهٔ اتحاد جماهیر شوروی و سپس روسیه درآمد و در مسابقات بین‌المللی متعددی شرکت کرد.